# Uxorilokaliteit
Uxorilokaliteit is een vorm van huwelijksvestiging waarbij de bruidegom zich na het huwelijk of een vergelijkbare verbintenis, zich bij de bruid vestigt. Uxorilokaliteit wordt beschreven als een van de mogelijke kenmerken van een matriarchaat. Het begrip uxorilokaliteit is verwant aan het begrip matrilokaliteit waarbij een echtpaar bij de familie van de vrouw woont. Het komt voor bij onder andere Minangkabau en waYao. Bij virilokaliteit vestigt de vrouw zich juist bij de man.